# Vadavalli
Vadavalli è una suddivisione dell'India, classificata come town panchayat, di 24 700 abitanti, situata nel distretto di Coimbatore, nello stato federato del Tamil Nadu. In base al numero di abitanti la città rientra nella classe III (da 20 000 a 49 999 persone).

## Geografia fisica
La città è situata a 11° 10' 32 N e 76° 57' 44 E.

## Società

### Evoluzione demografica
Al censimento del 2001 la popolazione di Vadavalli assommava a 24 700 persone, delle quali 12 339 maschi e 12 361 femmine. I bambini di età inferiore o uguale ai sei anni assommavano a 2 118, dei quali 1 140 maschi e 978 femmine. Infine, coloro che erano in grado di saper almeno leggere e scrivere erano 19 285, dei quali 10 193 maschi e 9 092 femmine.